# Panthera leo nubica (Subespécie)
O leão núbio ( Panthera leo nubica ), Leão da núbia ou Leão-da-África-Oriental é uma população de leões que abrange a maior parte da África Oriental; varia do sudeste do Sudão, através do sul da Etiópia, Somália e no norte do Zimbábue e Moçambique. Existem populações de leões no nordeste da República Democrática do Congo e Uganda , que às vezes são consideradas uma subespécie separada chamada leão do nordeste do Congo (Panthera leo azandica).

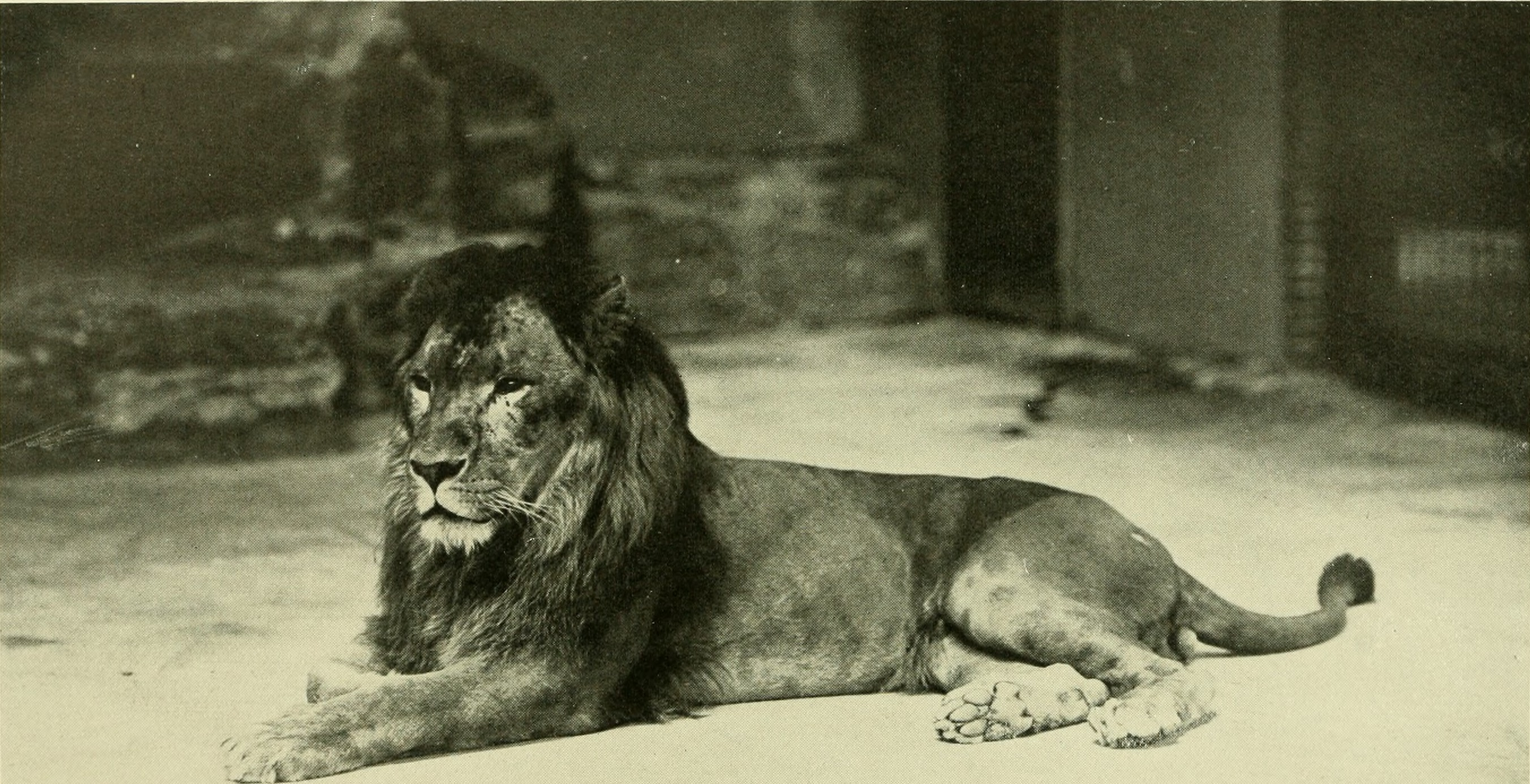
Jovem leão núbio macho no zoológico de Nova York, 1903.

Os machos desta subespécie pesam 145–204,7 kg (310–440 lb ), às vezes até 230 kg (500 lb), enquanto as fêmeas podem pesar 103–124 kg (225–275 lb). No entanto, o peso médio dos machos é de 174,9 kg (380 lb) e o das fêmeas é de 117,4 kg (260 lb).  Seu comprimento máximo, incluindo a cauda, é de 2,9  m (9,5 pés ). Os famosos leões devoradores de homens de Tsavo pertenciam a esta subespécie.